# Komory na Mistrzostwach Świata w Lekkoatletyce 2011
Komory na Mistrzostwach Świata w Lekkoatletyce 2011 reprezentowane były przez dwóch zawodników.

## Występy reprezentantów Komorów

### Mężczyźni

#### Konkurencje biegowe
| Konkurencja   | Zawodnik     | Runda 1  | Runda 1 | Runda 2  | Runda 2 | Półfinał | Półfinał | Finał    | Finał   |
| Konkurencja   | Zawodnik     | Rezultat | Pozycja | Rezultat | Pozycja | Rezultat | Pozycja  | Rezultat | Pozycja |
| ------------- | ------------ | -------- | ------- | -------- | ------- | -------- | -------- | -------- | ------- |
| Bieg na 100 m | Moudjib Toyb | 11,07    | 13 Q    | 11,12    | 54      |          |          |          |         |

### Kobiety

#### Konkurencje biegowe
| Konkurencja   | Zawodniczka  | Runda 1    | Runda 1 | Runda 2  | Runda 2 | Półfinał | Półfinał | Finał    | Finał   |
| Konkurencja   | Zawodniczka  | Rezultat   | Pozycja | Rezultat | Pozycja | Rezultat | Pozycja  | Rezultat | Pozycja |
| ------------- | ------------ | ---------- | ------- | -------- | ------- | -------- | -------- | -------- | ------- |
| Bieg na 100 m | Feta Ahamada | 12,27 (SB) | 8 Q     | 12,21    | 43      |          |          |          |         |